# Conseil national des charbonnages
 (décembre 2018).
Le Conseil national des charbonnages (C.N.C.) est un établissement public belge institué par la loi du 13 août 1947.
D'abord doté d'une fonction consultative destinée à améliorer la productivité de l'industrie charbonnière, ses compétences sont étendues par la loi du 24 janvier 1958, lui donnant de nouveaux moyens pour améliorer cette productivité, ainsi que pour renforcer la sécurité des charbonnages belges.
C'est sous cette nouvelle forme que le Conseil national des charbonnages est amené à jouer un rôle significatif dans la gestion de la crise charbonnière de 1958, par l'organisation de la fermeture de plusieurs sièges d'exploitation.
Cette institution disparait avec l'abrogation des lois précitées par la loi du 16 novembre 1961 créant le Directoire de l'industrie charbonnière.

## Évolution du secteur charbonnier belge de 1945 à 1961
En 1945, le premier ministre socialiste Achille Van Acker lance la « bataille du charbon » afin de relancer la production et de ramener les coûts de production à un niveau accessible aux faibles ressources d’une économie en redressement.
Parmi l’arsenal de mesures adoptées, il y a : l'institution d’un « statut des mineurs » avantageux (loi d’avril 1945), la mise au travail des prisonniers allemands et des anciens collaborateurs, le recrutement massif de main-d’œuvre italienne (Protocole du 23 juin 1946 entre la Belgique et l’Italie), l’instauration d’un système de solidarité forcée des pertes et profits entre charbonnages afin de maintenir la plus grande capacité productive (loi du 22 avril 1948), la création de l’Institut national de l’industrie charbonnière et du Conseil national des charbonnages (loi du 13 août 1947).
En 1950, le rapport Robinson met en évidence le retard de l’industrie charbonnière belge dont les coûts de production sont septante pour cent supérieurs à ceux des autres pays européens. Cette situation s’explique principalement par l’augmentation du niveau des salaires des mineurs décidée par Van Acker, la faiblesse des investissements de modernisation - découragés par le système de solidarité forcée des pertes et profits - et la configuration géologique des mines wallonnes qui se prête mal à la mécanisation.
Le 18 avril 1951, la Belgique signe le traité instituant la Communauté européenne du charbon et de l'acier (C.E.C.A.).
En 1958, une importante crise de surproduction touche les pays de la C.E.C.A. Étant donné le retard de son industrie charbonnière, la Belgique sera particulièrement touchée.
La même année marque la fin de la période transitoire du Traité de Paris. La Haute Autorité de la C.E.C.A. exige la fin du subventionnement public des charbonnages non rentables et suspend les aides issues de prélèvements sur les profits des charbonnages allemands et hollandais
Le 23 décembre 1959, face à la persistance de la crise en Belgique, la Haute Autorité de la C.E.C.A.décide d’isoler le marché belge, c’est-à-dire de contingenter les importations et les exportations. En contrepartie, le gouvernement belge s’engage à présenter un plan d’assainissement portant à 9,5 tonnes l’objectif de réduction de la capacité de production pour 1963. Cette isolement sera prolongée jusqu'à la fin de l'année 1962.

## Création du Conseil national des charbonnages (1947)

### Genèse du C.N.C.
Au lendemain de la Seconde Guerre mondiale, plusieurs partis politiques belges s'accordent sur la nécessité de réformer l'industrie charbonnière. Ils divergent toutefois sur la solution à adopter. Le député communiste Julien Lahaut propose la nationalisation des mines (proposition de loi no 22 du 3 avril 1946). Le député socialiste  Achille Delattre, plaide en faveur de la fusion de tous les charbonnages dans une société national unique sans toutefois transfert de propriété des actionnaires vers l'État (proposition de loi no 29 du 3 avril 1946). Le social-chrétien Albert Coppé défend la mise en place d'un organisme paritaire et public chargé de mener une réforme progressive du secteur par des mesures dirigistes (proposition de loi no 72 du 14 mai 1946). Enfin, le ministre du Rééquipement national Paul De Groote propose le 28 janvier 1947 un projet de loi (no 126) signé par l'ensemble des ministres du gouvernement et prévoyant un organe tripartite (représentants des producteurs, des travailleurs et du Gouvernement) chargé d'étudier les solutions de réforme d'une façon plus consensuelle et moins politisée. Ce projet remplace un précédent projet gouvernemental, déposé au nom du Régent par Achille Van Acker, premier ministre et ministre du Charbon et Albert De Smaele, ministre du Rééquipement national (projet de loi no 148 du 27 juin 1946). Dans l'esprit du gouvernement, ce nouveau projet n'a toutefois qu'une portée transitoire et doit être remplacé « dès que la progression des travaux du Conseil national le permettra, [...] par un règlement définitif des problèmes charbonniers en suspens ».
Ces quatre projets sont étudiés par une commission  spéciale mise en place en octobre 1946.
C'est le projet de Paul De Groote qui emporte finalement l'adhésion du parlement et est concrétisé par la loi du 13 août 1947 établissant l'Institut national de l'industrie charbonnière (INICHAR) et le Conseil national des charbonnages (C.N.C.). Alors que le premier se consacre à améliorer les méthodes d’exploitation, le second est chargé d'étudier « toutes mesures d'ordre technique, administratif, économique, financier ou juridique, destinés à coordonner, rationaliser et surveiller la production, la distribution et la consommation du charbon ».
Le C.N.C. donne également avis au Gouvernement sur toutes demandes d'autorisation administrative qui, depuis la loi du 5 juin 1911, conditionne tous projets privés de diviser, vendre, céder, louer ou amodier une concession.
Enfin, la loi attribue aussi au C.N.C. des compétences d'étude en matière sociale car l'amélioration du niveau de vie et des conditions de travail des mineurs est vu comme un moyen de combattre la désaffection de la main-d’œuvre belge pour l'emploi de mineur.

### Organisation du C.N.C.
La loi du 13 août 1947 organise le C.N.C en deux sections : la section de production et la section des prix.
La section de production a comme principales missions d'informer le Gouvernement sur la situation des charbonnages, d'analyser les facteurs influençant le prix de revient, d'établir des règles uniformes de fixation du prix de revient et de tenue de la comptabilité des charbonnages, de proposer des projets soit de rééquipement, soit de remembrement ou fusion des concessions charbonnières.
Cette section est composée de 16  représentants nommés et révocables par le Roi : le directeur général des mines, 5 représentants patronaux, 5 représentants des ouvriers et employés, 5 délégués de ministres ayant des compétences sociales et économiques.
La section des prix a pour vocation de conseiller les gouvernements sur la distribution et la fixation des prix du charbon, sur la politique d'importation et d'exportation à adopter, ainsi que d'élaborer de règles uniformes pour la tenue de la comptabilité des organismes d'achat et de vente.
Cette section est composée de 8  représentants nommés et révocables par le Roi : 2 représentants patronaux, 2 représentants des ouvriers et employés, 4 délégués de ministres ayant des compétences sociales et économiques.
La loi confère au C.N.C. les « pouvoirs d'investigation les plus étendus en vue et dans les limites de l'accomplissement de sa mission ».
Dans la forme qui lui a été donné par la loi du 13 août 1947, il semble toutefois que le C.N.C n'ait pas donné de résultats significatifs.

## Extensions du pouvoir du C.N.C. (1958)
Le problème de la réforme de l'industrie minière revient sur la table en 1956, à la suite de la catastrophe du Bois du Cazier. La Centrale des Francs Mineurs (affiliée à la Confédération des syndicats chrétiens) et la Fédération Générale du Travail de Belgique font pression en faveur d'une nouvelle réforme qui permette une meilleure gestion des problèmes liés à la sécurité. Il en est de même de l'Italie qui suspend toute embauche pour les mines belges.
Le gouvernement souhaite quant à lui se donner de nouveaux moyens pour améliorer la productivité des charbonnages belges. À l'aube de la crise charbonnière de 1958, le ministre des Affaires Économiques Jean Rey affirme encore que « nos pays auront besoin dans les prochaines décades de quantités accrues de charbon pour faire face aux besoins de leur économie, en dépit de l'apparition et du développement de l'énergie nucléaire. On ne saurait envisager, dans ces conditions, l'abandon d'exploitations importantes de charbon industriel ».
La Loi du 24 janvier 1958 vient modifier la loi  la loi du 13 août 1947 octroyant ainsi de nouvelles compétences et la personnalité juridique au C.N.C.
La section des prix, dont la fixation est désormais compétence de la Haute Autorité, est supprimée, et la composition du conseil élargie.
Le C.N.C. devient un organe de décision dont les décisions sont sanctionnées par arrêt royal. Il peut désormais, conformément aux plans d’exploitation qu’il définit, ordonner la fermeture des exploitations dangereuses ou non rentables, accorder des crédits d’investissement et ordonner concentrations et fusions.
Le pouvoir d’envoyer des missions à l’étranger est ajouté au pouvoir d’investigation afin de permettre au C.N.C. de collecter des informations auprès d'autres États pour réaliser des études comparatives visant à améliorer l'industrie charbonnière belge.
Enfin, chaque bassin minier est désormais doté d’un Comité régional, organisme consultatif composé paritairement de représentants des employeurs et des travailleurs, nommés pour trois ans renouvelables.

### Nouvelle composition du C.N.C.
Le C.N.C. se compose désormais de 20 membres, nommés par le roi : 5 représentants patronaux dont 2 au moins doivent être ingénieurs des mines, 5 représentants des ouvriers et employés, 1 représentant du ministre des Finances, 1 représentant du ministre du Travail et de la Prévoyance sociale, le directeur général des mines, 2 hauts fonctionnaires de l’administration des mines présentés par le ministre des Affaires économiques, 3 experts indépendants compétents dans les problèmes de l’industrie charbonnière, 1 délégué de la Société nationale de Crédit à l’Industrie, 1 délégué de la Caisse générale d’Épargne et de Retraite.
S’y ajoutent 13 membres avec voix consultative : les 4 directeurs divisionnaires des bassins de l’Administration des mines, le directeur du Service géologique, 2 représentant des employeurs et 2 représentants des travailleurs des industries utilisatrices de charbon, 2 représentants du Conseil national de la Coopération et 2 représentants des grands services publics utilisateurs de charbon.
La durée du mandat des membres du C.N.C. est fixée à trois ans renouvelables.

## Vers le Directoire de l'industrie charbonnière (1961)
En 1961, les pouvoirs du C.N.C. apparaissent à beaucoup comme trop limités.
En témoigne notamment l' arrêt rendu le 30 juin 1961 par le conseil d’État annulant une décision de fermeture d’un siège de la SA des charbonnages de Gosson-Kessales (R.A.A., p. 600).
La loi du 16 novembre 1961 crée donc pour 5 ans le Directoire de l’industrie charbonnière.
Les dispositions instituant le C.N.C. sont abrogées.[Quand ?]